# Schmalspurbahn Kotscherinowo–Rilski Manastir
| BDŽ 40060 (Brigadelokomotive) |                     |                                   |                                   |
| Streckenlänge: | 36,5 km             |                                   |                                   |
| Spurweite: | 600 mm (Schmalspur) |                                   |                                   |
| Streckengeschwindigkeit: | 15 km/h             |                                   |                                   |
| |                     |                                   |                                   |
| \| \| 0,0 \| Kotscherinowo Кочериново \| Kotscherinowo Кочериново \| \| \| 3,0 \| Struma Струма \| Struma Струма \| \| \| 5,0 \| Barakowo Бараково \| Barakowo Бараково \| \| \| 7,4 \| Porominowo Пороминово \| Porominowo Пороминово \| \| \| 9,4 \| Stob Стоб \| Stob Стоб \| \| \| 13,7 \| Rila Рила \| Rila Рила \| \| \| 15,2 \| Kloster Orliza Орлица \| Kloster Orliza Орлица \| \| \| 20,7 \| Neofit Rilski г. „Неофит Рилски“ \| Neofit Rilski г. „Неофит Рилски“ \| \| \| 23,8 \| Pastra Пастра \| Pastra Пастра \| \| \| 26,3 \| W. Demirewski сп. „В. Демиревски“ \| W. Demirewski сп. „В. Демиревски“ \| \| \| 27,6 \| Eleschniza сп. „Елешница“ \| Eleschniza сп. „Елешница“ \| \| \| 30,1 \| Wasserkran „Водна спирка“ \| Wasserkran „Водна спирка“ \| \| \| 30,3 \| Jagniloto сп. „Ягнилото“ \| Jagniloto сп. „Ягнилото“ \| \| \| 33,0 \| Britschebor г. „Бричебор“ \| Britschebor г. „Бричебор“ \| \| \| 36,5 \| Rilski Manastir Рилски манастир \| Rilski Manastir Рилски манастир \| |                     |                                   |                                   |
| Kopfbahnhof Streckenanfang (Strecke außer Betrieb) | 0,0                 | Kotscherinowo Кочериново          | Kotscherinowo Кочериново          |
| Haltepunkt / Haltestelle (Strecke außer Betrieb) | 3,0                 | Struma Струма                     | Struma Струма                     |
| Bahnhof (Strecke außer Betrieb) | 5,0                 | Barakowo Бараково                 | Barakowo Бараково                 |
| Haltepunkt / Haltestelle (Strecke außer Betrieb) | 7,4                 | Porominowo Пороминово             | Porominowo Пороминово             |
| Haltepunkt / Haltestelle (Strecke außer Betrieb) | 9,4                 | Stob Стоб                         | Stob Стоб                         |
| Bahnhof (Strecke außer Betrieb) | 13,7                | Rila Рила                         | Rila Рила                         |
| Haltepunkt / Haltestelle (Strecke außer Betrieb) | 15,2                | Kloster Orliza Орлица             | Kloster Orliza Орлица             |
| Bahnhof (Strecke außer Betrieb) | 20,7                | Neofit Rilski г. „Неофит Рилски“  | Neofit Rilski г. „Неофит Рилски“  |
| Haltepunkt / Haltestelle (Strecke außer Betrieb) | 23,8                | Pastra Пастра                     | Pastra Пастра                     |
| Haltepunkt / Haltestelle (Strecke außer Betrieb) | 26,3                | W. Demirewski сп. „В. Демиревски“ | W. Demirewski сп. „В. Демиревски“ |
| Haltepunkt / Haltestelle (Strecke außer Betrieb) | 27,6                | Eleschniza сп. „Елешница“         | Eleschniza сп. „Елешница“         |
| Haltepunkt / Haltestelle (Strecke außer Betrieb) | 30,1                | Wasserkran „Водна спирка“         | Wasserkran „Водна спирка“         |
| Haltepunkt / Haltestelle (Strecke außer Betrieb) | 30,3                | Jagniloto сп. „Ягнилото“          | Jagniloto сп. „Ягнилото“          |
| Bahnhof (Strecke außer Betrieb) | 33,0                | Britschebor г. „Бричебор“         | Britschebor г. „Бричебор“         |
| Kopfbahnhof Streckenende (Strecke außer Betrieb) | 36,5                | Rilski Manastir Рилски манастир   | Rilski Manastir Рилски манастир   |

Die Schmalspurbahn Kotscherinowo–Rilski Manastir (bulgarisch Теснолинейка Кочериново – Рилски манастир) war von 1916 bis 1960 eine bis zu 36,5 km lange Waldbahn mit einer Spurweite von 600 mm in der Oblast Kjustendil in Bulgarien.

## Geschichte
Nachdem der Unternehmer Todor Iwantschow Balabanow im Jahr 1897 die Ausschreibung für die 15,3 km lange Normalspurstrecke Pernik–Radomir gewonnen hatte und diese gebaut hatte, kaufte er Land im Bereich des Dorfes Barakowo, auf dem er ein großes Sägewerk baute und einrichtete, das später als Bŭlgarska Gorska Industrija (Bulgarische Forstindustrie, Българска горска индустрия, BGI) bekannt wurde. 1904 beantragte er beim bulgarischen Ministerium für öffentliche Gebäude, Straßen und Kommunikation, eine Schmalspurbahn von Ilijna Reka (Илийна река) entlang des Flusses Rila (Илийна река) in der Nähe der Fabrik in Barakowo nach Dupniza (Дупница), dem Bahnhof von Radomir bauen zu dürfen. Im September 1904 und im folgenden Jahr wurde die Planung dazu durchgeführt, doch angesichts der Länge (ca. 100 km) und der gesetzlichen Beschränkungen für den Bau und Betrieb von Eisenbahnstrecken durch Privatpersonen wurde diese eingestellt.
Während des Ersten Weltkriegs begann der Bau der Strecke von Radomir nach Süden, um die Armee an der sogenannten Saloniki-Front mit Nachschub zu versorgen. Am 27. Mai 1916 wurde sie bis Gorna Dschumaja fertiggestellt und in Betrieb genommen, und später nach Petritsch verlängert. Um die Lieferung von Schwellen, Balken und anderem Holz für den Bau zu erleichtern, baute die Direktion für Eisenbahnkommunikation der Armee eine Zweigstrecke vom Bahnhof Struma zur Fabrik von Todor Balabanow in der Nähe des Dorfes Barakowo. Die Bauarbeiten begannen am 4. August 1916 und die Zweigstrecke wurde am 13. September 1916 in Betrieb  genommen. Am 19. Februar 1918 wurde der Bau der Schmalspurbahn bis zum Orliza-Kloster fortgesetzt, das am 20. Juni 1918 erreicht wurde. Danach wurde der Bau eingestellt und nur der bereits in Betrieb befindliche 13,3 km lange Streckenabschnitt Struma–Barakowo–Rila–Kloster Orliza betrieben.
In der Nachkriegszeit wurden die Militärbahnen von der bulgarischen Staatseisenbahn Bălgarski Dăržavni Železnici (BDŽ) übernommen, einschließlich dem Streckenabschnitt Struma–Orliza. Später bekam die Bulgarische Forstindustrie (BGI) eine Konzession und begann mit dem Bau einer Verlängerung der Strecke im Tal des Rila-Flusses und pachtete den 1,5 km langen Streckenabschnitt Rila–Kloster Orliza von der BDŽ. 1922 erreichte die Strecke den Bahnhof Kula (später Bahnhof Brichebor) und 1924 das Kloster Rila. Der Endpunkt der Strecke lag etwa 3,5 km hinter dem Kloster am Berg Tschernej (Черней). Im Jahr 1933 endete die Laufzeit der Konzession und der Streckenabschnitt von der Haltestelle Balabanow (später Scheljo Demirewski) den Fluss hinauf wurde Eigentum des Klosters Rila. Die bulgarische Buch- und Holzindustrie (Българска книжна и дървена индустрия, BKDI), seit 1928 Nachfolger der BGI, musste dem Kloster Pachtgebühren zahlen.
Um die Schwierigkeiten der unterschiedlichen Eigentümer zu lösen, beschloss die BDŽ, den Streckenabschnitt von BKDI zu kaufen und mit dem Rila-Kloster zu vereinbaren, den Betrieb dessen Streckenabschnitts zu übernehmen. Der Klosterrat des Rila-Klosters beschloss am 3. Februar 1941, seinen Streckenabschnitt an die staatliche BDŽ abzutreten. Anfang 1942 kaufte die BKDI die Strecke und baute nach 1942 Gleise oberhalb des Klosters ab und verlegte sie auf anderen Zweigstrecken in der Region.

## Betrieb
Die Bălgarski Dăržavni Železnici (BDŽ) nutzte die Strecke ab 1920 für den fahrplanmäßigen Personen- und Güterverkehr. Die gemischten Züge verkehrten von Dupnitsa über Struma nach Rila und zurück. Hier hatten die Fahrgäste eine Verbindung von und nach Gorna Dschumaja. Das Lokomotivendepot war in Dupniza. Für die Strecke Rila–Rila-Kloster gab es zwischen BGI und BDŽ eine Betriebsvereinbarung, die bis 1941 alljährlich aktualisiert und verlängert wurde.

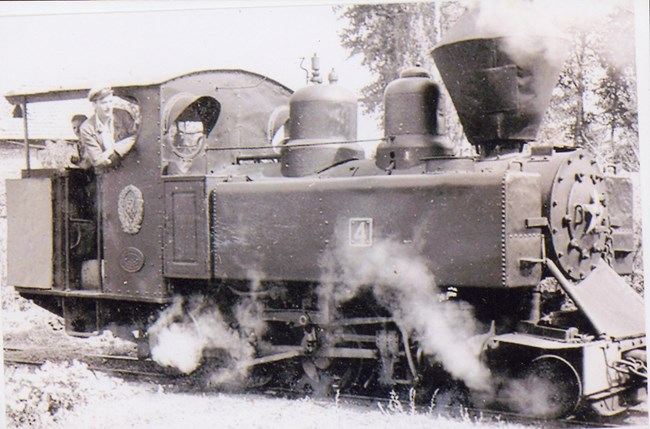
01.00^{60} Baldwin-Lokomotive

Nach 1937 wurde von Dupniza bis Gorna Dschumaja eine Normalspurstrecke in Betrieb genommen. Die Schmalspurbahn wurde auf dem Streckenabschnitt Kocherinowo–Rila–Rila Kloster weiterhin als eigenständiger Zubringer betrieben. Um die Lokomotiven zu warten, eröffnete die BDŽ ein Lokomotivdepot am Bahnhof Rila. Dort wurden  durchschnittlich 10 Lokomotiven der Baureihen 01.0060 (Baldwin-Lokomotiven) und 40060 (Brigadelokomotiven) gewartet.
In den 1950er Jahren verkehrten täglich durchschnittlich 8–9 Zugpaare zwischen Kotscherinowo und Rila. Davon waren 4–5 gemischte Züge und der Rest reine Güterzüge. Zwischen Rila und dem Rila-Kloster verkehrten 5–7 Zugpaare, von denen 2–4 gemischt waren. Bis 1955 wurden einige der gemischten Züge durch Personenzüge ersetzt.
Nach 1955 wurden die РДП-Schienen mit 9,5 kg/m durch ЧБР-Schienen mit 19,9 kg/m ersetzt.

## Stilllegung
Nach Mitte der 1950er Jahre ging die Holzproduktion aus diesem Gebiet zurück, ebenso wie die Zahl der Pilger zum Kloster. 1959 wurden nur noch etwa 130.000 Fahrgäste befördert, nachdem es 1947 noch 237.437 Fahrgäste gegeben hatte. 1959 wurde daher beschlossen, den Betrieb der Strecke ab dem 1. April 1960 als wirtschaftlich unrentabel einzustellen. Ungefähr zwei Jahre später wurde die Schmalspurbahn entlang der gesamten Strecke oberhalb von Barakowo abgebaut.
Es blieb nur der Abschnitt Kotscherinowo–Barakowo in Betrieb, der als Werkseisenbahn des KMZ Nikola Wapzarow (Nachfolger des BKDI) gegründet wurde. Dieser Streckenabschnitt wurde bis 1981 genutzt, als der Verkehr aufgrund des Verschleißes von Schienen und Fahrzeugen eingestellt wurde. 1983 wurde die Schmalspurbahn auch dort abgebaut.
Eine der Lokomotiven und acht Wagen sind heute im Museum in Barakowo ausgestellt, um an das Lebenswerk der Brüder Balabanow zu erinnern. Eine Brücke, eine Unterführung und einige Gebäude sind noch erhalten.

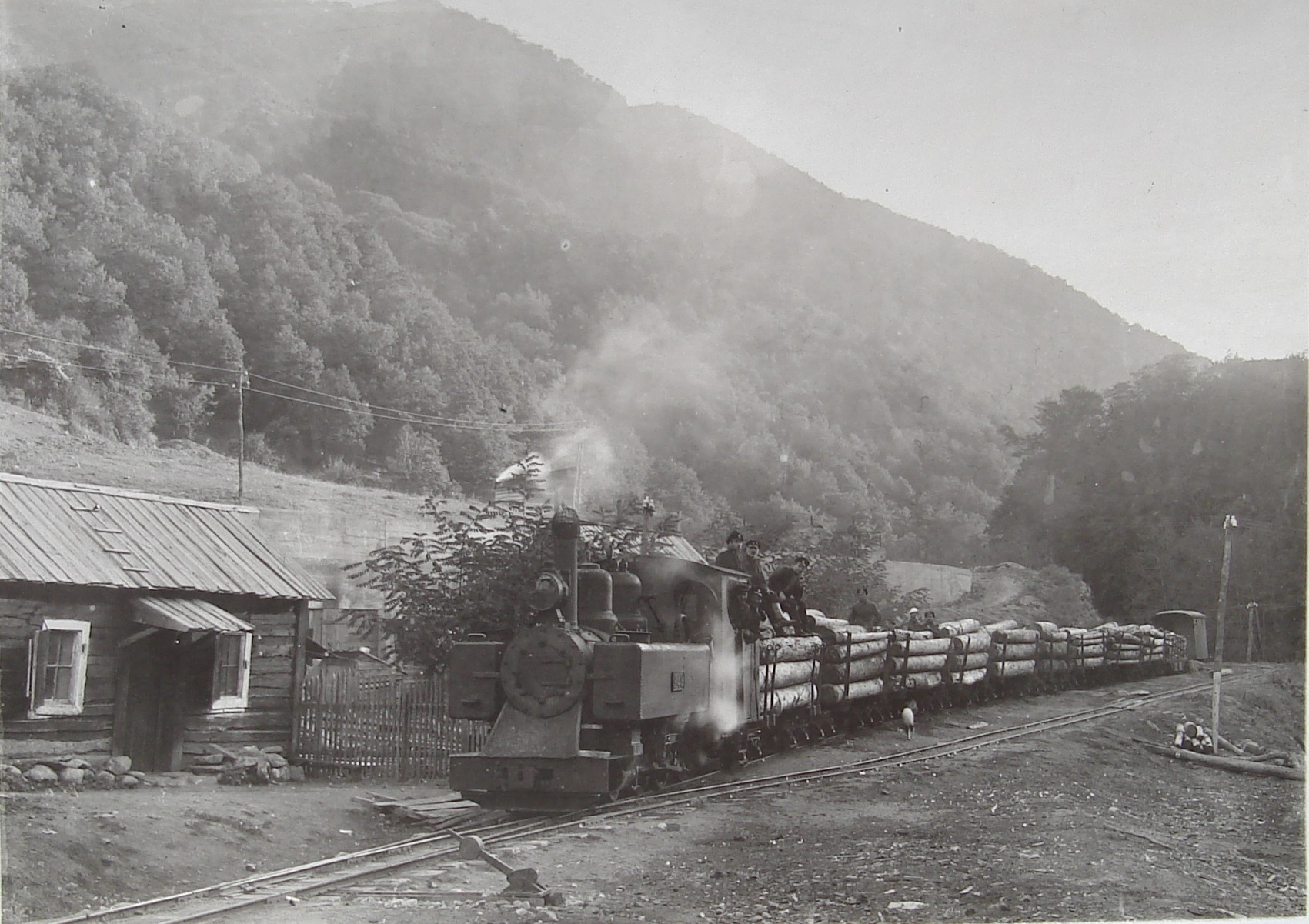
Holztransport
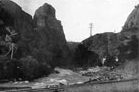
Kloster Orliza
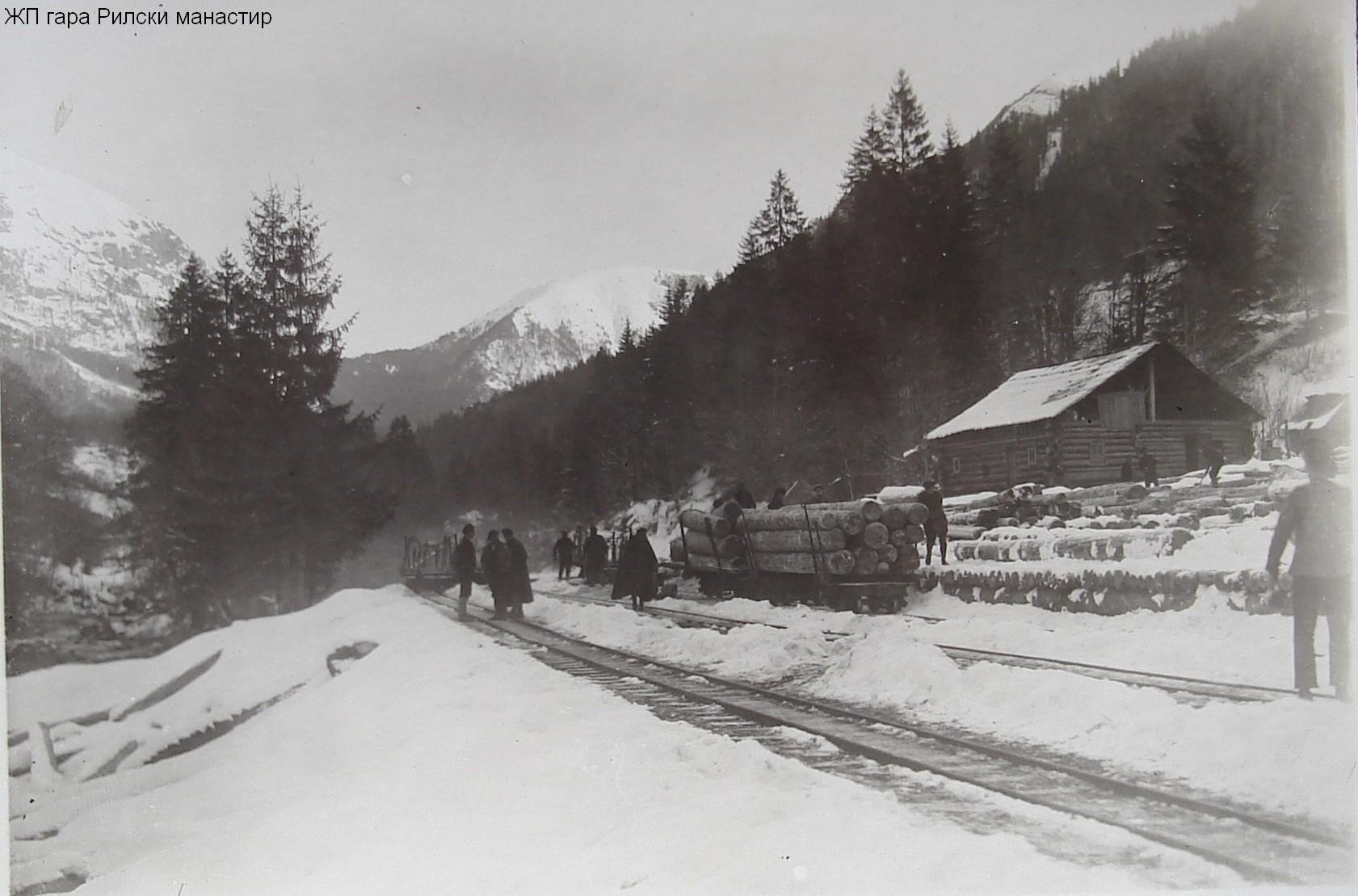
St. Iwan Rilski
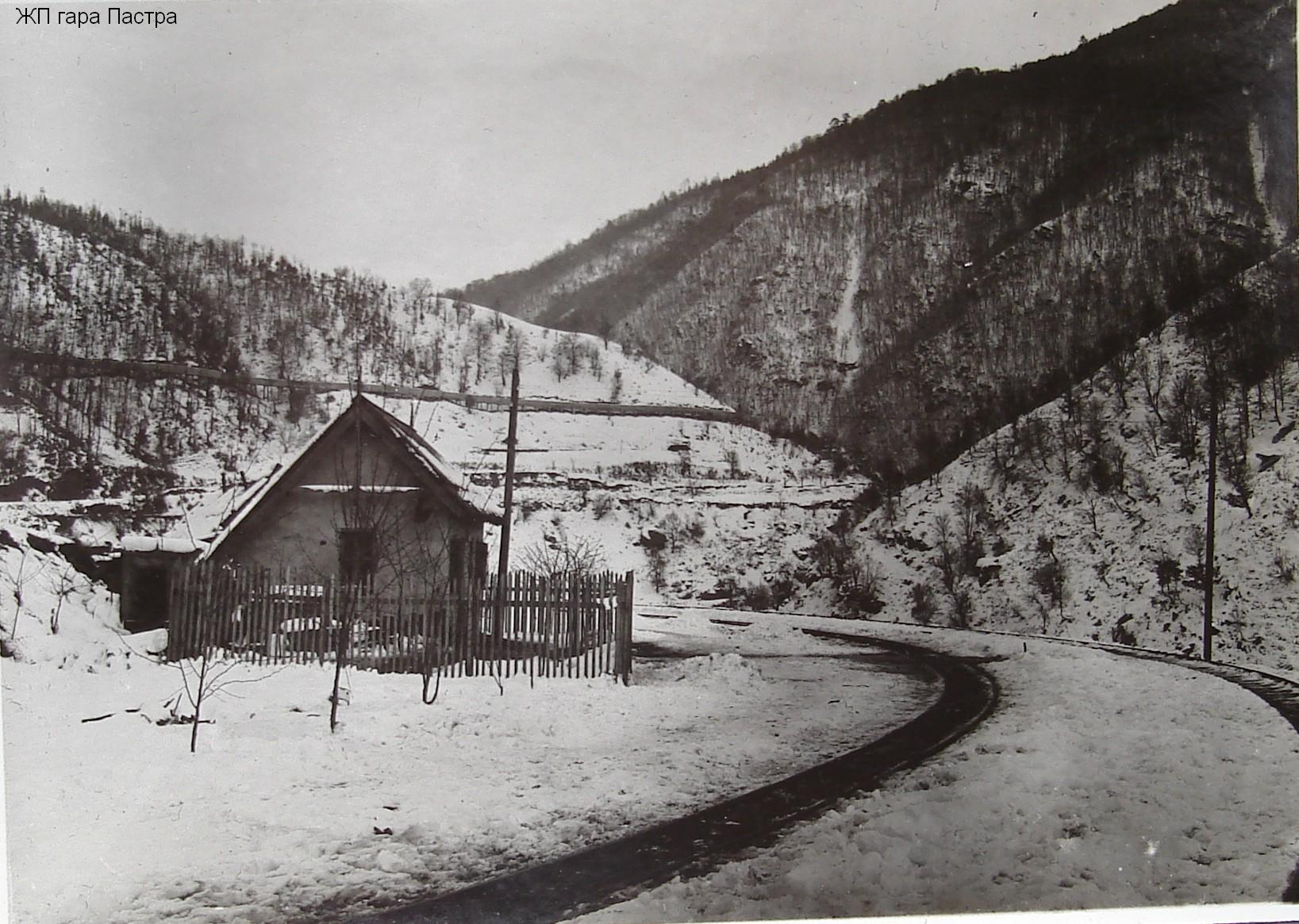
Pastra
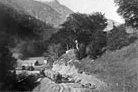
Kloster Rila